# شبات
شَبات (عبری: שַׁבָּת‎‎ ت.ت. 'استراحت یا توقف') روز استراحت یهودیت در هفتمین روز هفته است؛ یعنی جمعه–شنبه. در این روز، یهودیان دیندار داستان‌های کتاب مقدس را به یاد می‌آورند که آفرینش آسمان و زمین در شش روز و رهایی از بردگی و خروج بنی‌اسرائیل از مصر را توصیف می‌کند. از آن‌جا که تقویم دینی یهودی روزها را از غروب تا غروب حساب می‌کند، شبات از عصر جمعه در تقویم مدنی آغاز می‌شود.
رعایت شبات شامل پرهیز از فعالیت‌های کاری، اغلب با دقت فراوان، و پرداختن به فعالیت‌های آرامش‌بخش برای بزرگداشت این روز است. دیدگاه سنتی یهودیت این است که شبات هفت‌روزهٔ بدون وقفه میان قوم یهود پدید آمد و نخستین و مقدس‌ترین نهاد آن‌ها بود. گونه‌های متفاوت شبات در یهودیت گسترده‌اند و با دگرگونی‌هایی در میان ادیان ابراهیمی و بسیاری ادیان دیگر نیز یافت می‌شوند.
بر پایهٔ هلاخا (قانون دینی یهود)، شبات از چند دقیقه پیش از غروب خورشید در عصر جمعه آغاز می‌شود و تا زمانی‌که سه ستاره در آسمان شنبه شب پدیدار شود، یا حدود یک ساعت پس از غروب ادامه دارد. شبات با افروختن شمع‌ها و خواندن برکت‌ها بر شراب و نان آغاز می‌شود. به‌طور سنتی سه وعدهٔ جشن خورده می‌شود: نخستین وعده در عصر جمعه، دومین وعده که معمولاً ناهار روز شنبه است، و سومین وعده که بعدازظهر شنبه خورده می‌شود. وعدهٔ عصرگاهی و وعدهٔ ظهر معمولاً با برکتی به‌نام کیدوش (تقدیس) بر جام شراب آغاز می‌شود.
در وعدهٔ سوم کیدوش خوانده نمی‌شود، اما برکت هاموتزی خوانده شده و نان خالا (نان بافته‌شده) خورده می‌شود. در بسیاری از جوامع این وعده پس از نمازهای عصرگاهی (مینحاه) و اندکی پیش از پایان رسمی شبات با آیین هاودالا صرف می‌شود.
یهودیان مؤمن در شبات دستورهای بسیاری را طبق میشنا رعایت می‌کنند. در بخش زمانیم از میشنا تعیین شده که در شبات نباید ۳۹ کار ویژه انجام شود.
شخم زدن، پاشیدن بذر، درو کردن، خوشه دسته کردن، خرمن کوبی، باد دادن به خرمن، انتخاب، غربال کردن، خرد کردن، خمیر کردن، آشپزی، برش، شستن، زدن پشم، رنگ رزی، نخ ریسی، نخ بافی، ساختن غربال، بافتن، تقسیم دو رشته، گره زدن، بازکردن، دوزندگی، پاره کردن، شکار، ذبح و قصابی، کندن پوست، نمک زدن به گوشت، ترسیم، صاف کردن، بریدن، نوشتن، فرستادن چیزی، ساختن مثلاً دیوار، خراب کردن، خاموش کردن آتش، افروختن آتش، کمک نهایی برای به پایان رساندن یک کار، جابجا شدن به بیرون از محل سکونت.
یهودیان ارتدوکس در این مورد بسیار با توجه هستند. در این روز ویژه همه پیاده به کنیسه خود می‌روند. نماز اضافی می‌خوانند. کسی خیلی دور از خانه نمی‌رود. به دیدار دوستان می‌روند. برای شام و ناهار مهمان دعوت می‌کنند و در کنار هم فقه یهودیت را می‌خوانند.
یهودیان لیبرال همهٔ این کارها را نمی‌کنند. به معبد می‌روند با دوستان دیدار می‌کنند و غذاهای ویژه‌ای می‌خورند. اما اتومبیل می‌رانند، به خرید می‌روند و از برق استفاده می‌کنند.

## ریشه‌شناسی
واژهٔ شبات از ریشهٔ عبری ש־ב־ת گرفته شده است. اگرچه اغلب به‌عنوان «استراحت» (اسم یا فعل) ترجمه می‌شود، ترجمهٔ دقیق‌تر آن «توقف [از کار]» است. مفهوم توقف فعال از کار نیز سازگارتر با کنش قدرت مطلق خدا در هفتمین روز آفرینش بر پایهٔ کتاب پیدایش دانسته می‌شود.